# 李元馥
李 元馥（이원복、イ・ウォンボク、1946年 - ）は、韓国の漫画家。大田広域市生まれ。

## 経歴
- ソウル大学工学部建築学科に入学する。[1]
- 1975年にドイツ・ミュンスター専門大学デザイン学部留学する。[2]

- 1981年に同大学を卒業する。総長賞を受賞する。デザイン修士号を受賞する。[3]
- 1975年に『シグァニとピョンホの冒険』により韓国図書雑誌週刊新聞倫理委員会の金賞を受賞する。
- 1981年～1984年ミュンスター専門大学哲学部で西洋美術史を専攻する。[3]

## 漫画家
ミュンスター市とコースフェルト市の主催で個展を開催する。韓国漫画・アニメ学会を設立して、会長を歴任した。大韓民国で数々のベストセラーを発表している。新聞連載の他テレビ・ラジオなどで幅広く活躍している。現在は徳成女子大学の産業美術学科の教授である。
主に学習漫画や新聞漫画などを執筆しており、韓国人の目から見た社会・世界・政治などを描く。

## 作品リスト
- 『遠い国・近い国』（全6巻・1987年が累計500万部のベストセラーを記録）
- 『学習漫画世界史』（全20巻、1988年）
- 『学習漫画韓国史』（全20巻、1990年）
- 『漫画で見る資本主義・共産主義』（1991年）
- 『世界の漫画、漫画の世界』（1991年）
- 『韓国・韓国人・韓国経済』（1993年）
- 『国際化時代の世界経済』（1994年）
- 『世界と韓国式経営』（1995年）
- 『裏側から見るニュース』（1996年）
- 『漫画による21世紀未来旅行』（1997年）
- 『李元馥教授の本当のヨーロッパ』（1998年）
- 『遠い国近い国日本』（2000年）『日本・日本人論』
- 『コリア驚いた!韓国から見たニッポン』
- 『コリア驚いた!コミック韓国』

ほか多数

## 引用
- 『コリア驚いた!韓国から見たニッポン』の著者プロフィール